# داميان بونارد
داميان بونارد (مواليد 22 يوليو 1978) هو ممثل فرنسي، أشتهر لدوره في فيلم البقاء في الوضع الرأسي.

## الأعمال

### أفلام
- مسار الأفعى (2024)

## روابط خارجية
- داميان بونارد على موقع IMDb (الإنجليزية)
- داميان بونارد على موقع ألو سيني (الفرنسية)
- داميان بونارد على موقع ميوزك برينز (الإنجليزية)
- داميان بونارد على موقع قاعدة بيانات الفيلم (الإنجليزية)